# Deloraine (ort i Australien)
Deloraine är en ort i Australien. Den ligger i kommunen Meander Valley och delstaten Tasmanien, i den sydöstra delen av landet, omkring 160 kilometer norr om delstatshuvudstaden Hobart. Antalet invånare är 2 032.
Runt Deloraine är det mycket glesbefolkat, med 2 invånare per kvadratkilometer.. Deloraine är det största samhället i trakten. 
Trakten runt Deloraine består till största delen av jordbruksmark. Genomsnittlig årsnederbörd är 1 605 millimeter. Den regnigaste månaden är juli, med i genomsnitt 178 mm nederbörd, och den torraste är februari, med 73 mm nederbörd.